# Герни, Оливер
Оливер Роберт Герни (англ. Oliver Robert Gurney; 28 января 1911 года, Лондон — 11 января 2001 года, Оксфорд) — британский ассириолог, ведущий специалист по истории хеттов. Профессор Оксфорда (1965).

## Биография
Родился в семье зоолога Роберта Герни. Приходился племянником известному археологу Джону Гарстангу. Учился в Итоне и оксфордском Нью-Колледже, где изучал классические дисциплины и который окончил в 1933 году.
Его дядя Гарстанг горячо приветствовал интерес молодого Герни к истории хеттов — древнего народа Малой Азии (это направление древней истории только зарождалось в начале XX века). Прослушав в Оксфорде курс аккадского языка, Герни отправился в Берлин, где в 1934—1935 годах изучал историю хеттов под руководством немецкого специалиста Ганса Эгелольфа.
Во время Второй мировой войны Герни служил в британских войсках (в Королевской артиллерии), проходил службу в Суданской группировке.

## Научная деятельность
После возвращения в Оксфорд в 1945 году Герни принимает предложение преподавать ассириологию и читал этот курс до выхода на пенсию в 1978 году. В 1948 году он вошёл в руководство Британского института археологии в Анкаре, основанного Гарстангом, и был активным сотрудником института до конца жизни, с 1982 года будучи его президентом. В 1956—1996 годах редактирует журнал этого института Anatolian Studies.
В 1959 году избран членом Британской академии. С 1963 года сотрудник Колледжа Магдалены (Оксфорд), в 1965 году университет присваивает ему звание профессора, он был профессором ассириологии Оксфорда.
Гёрни автор классического труда «Хетты» (The Hittites), опубликованного впервые в 1952 году и с тех пор выдержавшего множество изданий на разных языках, в том числе и на русском.

## Избранная библиография
- The Hittites, Penguin (1952), ISBN 0-14-020259-5
  - Герни О. Р. Хетты / Пер. с англ. — М.: Наука. Главная редакция восточной литературы, 1987. — 234 с. — (По следам исчезнувших культур Востока). — 30 000 экз.
- (совместно с Джоном Гарстангом) The Geography of the Hittite Empire (1959)
- Anatolia c.1750 — 1600 B.C. Cambridge University Press (1962)
- Some Aspects of Hittite Religion Oxford University Press (1977) ISBN 978 0197259740
- The Middle Babylonian Legal and Economic Texts From Ur (1989)